# Ocotea dendrodaphne
Ocotea dendrodaphne är en lagerväxtart som beskrevs av Carl Christian Mez. Ocotea dendrodaphne ingår i släktet Ocotea och familjen lagerväxter. Inga underarter finns listade i Catalogue of Life.